# Grammy Award du meilleur arrangement
Le Grammy Award du meilleur arrangement (Best Arrangement) est une ancienne récompense décernée lors des cérémonies annuelles des Grammy Awards décernée à l'arrangement de l'année.

## Lauréats
| Date          | Arrangeur musical | Artiste(s)    | Titre                     |
| ------------- | ----------------- | ------------- | ------------------------- |
| mai 1959      | Henry Mancini     | Henry Mancini | The Music from Peter Gunn |
| novembre 1959 | Billy May         | Frank Sinatra | Come Dance With Me        |
| 1961          | Henry Mancini     | Henry Mancini | Mr. Lucky                 |
| 1962          | Henry Mancini     | Henry Mancini | Moon River                |